# Кравчик філіпінський
Кра́вчик філіпінський (Orthotomus castaneiceps) — вид горобцеподібних птахів родини тамікових (Cisticolidae). Ендемік Філіппін.

## Підвиди
Виділяють два підвиди:
- O. c. castaneiceps Walden, 1872 — острови Панай, Гуймарас, Бантаян[en], Масбате і Тікао[en];
- O. c. rabori Parkes, 1961 — Негрос і, можливо, Себу.

## Поширення і екологія
Філіпінські кравчики мешкають на Вісайських островах в Центральних Філіппінах. Вони живуть у вологих рівнинних тропічних лісах і в мангрових лісах.